# Kusatsu (Gunma)
Kusatsu (jap. 草津町 Kusatsu-machi) – miasto w Japonii, na wyspie Honsiu, w prefekturze Gunma. Według danych na rok 2020 miejscowość zamieszkiwało 6 049 mieszkańców , a gęstość zaludnienia wyniosła 121,6 os./km².